# Esporte Clube Mogiana
Esporte Clube Mogiana foi um clube brasileiro de futebol da cidade de Campinas, no estado de São Paulo. Fundado em 7 de junho de 1933, suas cores eram as mesmas da ferrovia: azul, vermelho e amarelo, usando também o branco. A equipe jogou a divisão intermediária do futebol paulista seis vezes em 1947, 1948, 1949, 1950, 1958 e 1959.

## História

Retrato de atletas e fundadores do clube nos seus anos iniciais como clube

Mogiana e Uberaba Sport Club durante o jogo inaugural do estádio.

O clube foi fundado no dia 7 de junho de 1933 com o nome de Contadoria da Cia. Mogiana por funcionários da antiga Companhia Mogiana de Estradas de Ferro, sediada em Campinas, que fazia a interligação da cidade até o nordeste do estado, terminando em Igarapava.
Mandava seus jogos no Estádio da Mogiana, atualmente conhecido como Cerecamp, inaugurado em 1940, e era considerado um símbolo de modernidade para a  época: tribunas de honra, engrenagem mecânica que mudava o placar, cabines de rádios e drenagem impecável.
Em 1947, o time se profissionalizou para conseguir disputar a divisão de acesso do futebol paulista.

Equipe do Mogiana em 1948

Já em 1948 na Divisão de Acesso, o tricolor mogiano acabou marcando 68 gols, o ataque mais positivo da competição. Como exemplos, o Botafogo Futebol Clube de Ribeirão Preto tomou de 9 a 0 e o Barretos Futebol Clube, de 7 a 2. Ganhou a Taça Cidade de Campinas, disputada com Ponte Preta e Guarani. A Ponte Preta perdeu de 3 a 2 e o Guarani tomou uma goleada de 6 a 3.
No ano de 1950, a diretoria do Mogiana enviou uma comunicação à Confederação Brasileira de Desportos (atual CBF) oferecendo todas as instalações do clube, incluindo o estádio, para a Copa do Mundo FIFA de 1950, caso a entidade precisasse de um local adicional para os jogos.
Em 1953, o clube de Campinas foi o primeiro time do interior paulista a jogar no Estádio do Maracanã, no Rio de Janeiro. A equipe juvenil participou de uma partida preliminar do Torneio Quadrangular Internacional do Rio de Janeiro contra o Vasco da Gama. Apesar da derrota por 3 a 1, o Mogiana fez história, sendo o primeiro time do interior a atuar no famoso estádio.
O futuro do Mogiana era promissor, mas o clube não resistiu à crise financeira da empresa, que acabou encampada pela Ferrovia Paulista S/A (FEPASA). No dia 18 de outubro de 1959, o Mogiana faria seu último jogo profissional, contra o Clube Atlético Bragantino, perdendo de 2 a 1 em pleno estádio Horácio Costa. Permaneceu no amadorismo até os anos 60.
As atividades com o futebol amador perduraram até o dia 4 de novembro de 1969, quando o Mogiana foi derrotado pelo Pátria Futebol Clube, pelo placar de 2 a 1. O último gol do clube no estádio foi assinalado por Crispim, em cobrança de penalidade. A extinção aconteceu em uma terça-feira, dia 8 de junho de 1971 com a penhora de tudo que havia restado do clube.

## Símbolos
| Evolução do Escudo do Esporte Clube Mogiana | Evolução do Escudo do Esporte Clube Mogiana | Evolução do Escudo do Esporte Clube Mogiana |
| ------------------------------------------- | ------------------------------------------- | ------------------------------------------- |

Ao longo dos anos, o Esporte Clube Mogiana adotou diferentes modelos de escudos, todos com um formato circular e um monograma estilizado com as iniciais "ECM" ao centro, representando o nome do clube. As cores predominantes nos distintivos eram azul, vermelho e amarelo, remetendo à Companhia Mogiana de Estradas de Ferro, à qual o clube estava ligado.

## Título
| MUNICIPAIS | MUNICIPAIS              | MUNICIPAIS | MUNICIPAIS |
|            | Competição              | Títulos    | Temporadas |
|            | Taça Cidade de Campinas | 1          | 1948       |
| ---------- | ----------------------- | ---------- | ---------- |

Em 1948, o Esporte Clube Mogiana sagrou-se campeão da Taça Cidade de Campinas, um feito que consolidou seu legado no futebol campineiro. O torneio, promovido pela Liga Campineira de Futebol, era uma disputa local que reunia as principais equipes da cidade, funcionando como um tira-teima entre os clubes que haviam profissionalizado suas divisões estaduais, mas mantinham elencos amadores na competição municipal.
Além desse título, o Esporte Clube Mogiana teve uma participação marcante no Campeonato Campineiro de Futebol, destacando-se como uma das equipes mais competitivas da época. Embora nunca tenha conquistado o campeonato, foi vice-campeão em cinco ocasiões (1939, 1940, 1942, 1944 e 1945), demonstrando sua força no cenário municipal.